# Agustina Zugasti
Agustina Zugazti byla španělská fotografka, která žila v San Sebastiánu. Zanechala po sobě velmi cenné historické dokumenty.

## Životopis
Provdala se za fotografa Ricarda Martína v roce 1925 v San Sebastiánu. Jejich syn Vicente Martín (1926-2016) byl také fotografem. Ricardo založil slavný obchod s fotografiemi Photo-Carte v San Sebastiánu. V roce 1936 však zemřel a podnik převzala jeho manželka. Agustina byla zastáncem republiky a zanechala z těchto let zajímavá svědectví, jako například ukázka vstupu Frankistů do San Sebastiánu nebo přijetí nacistů Frankisty. Její válečné fotografie byly známy po celém světě. V roce 1940 ji Francoisté donutili změnit název obchodu na španělštinu Foto Car. 
Její syn Vicent pokračoval v podnikání až do roku 1991. 

## Galerie

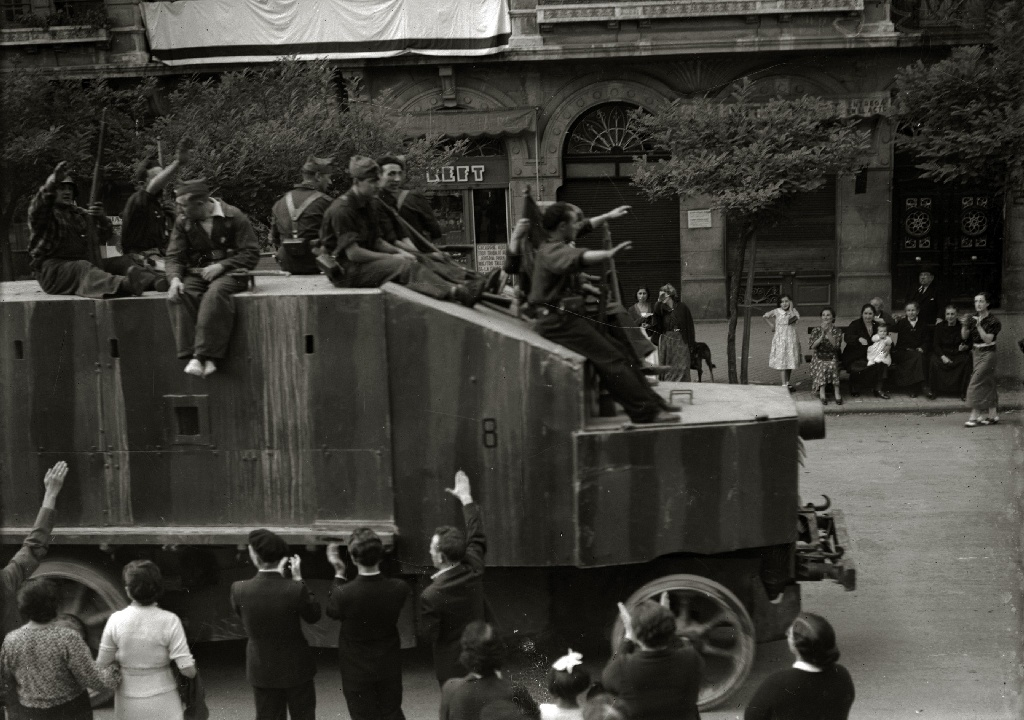
Frankistak Donostia okupatzen, 1936
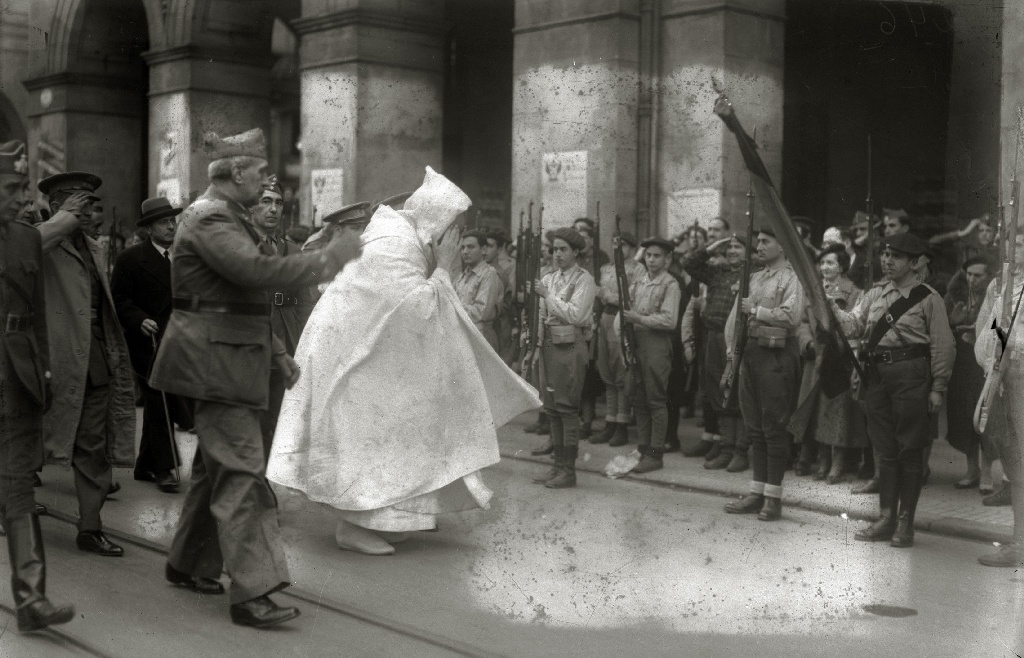
Marokoko bisir nagusia Donostian, 1937, agintari frankistekin batera
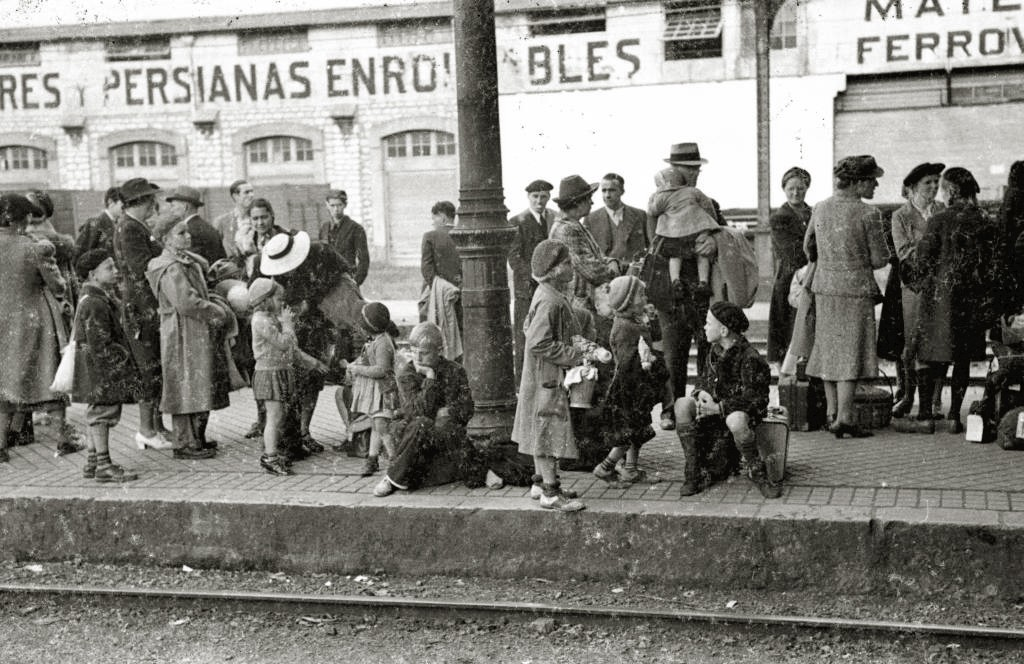
Erbesteratu frantsesak Donostiako geltokian, 1940
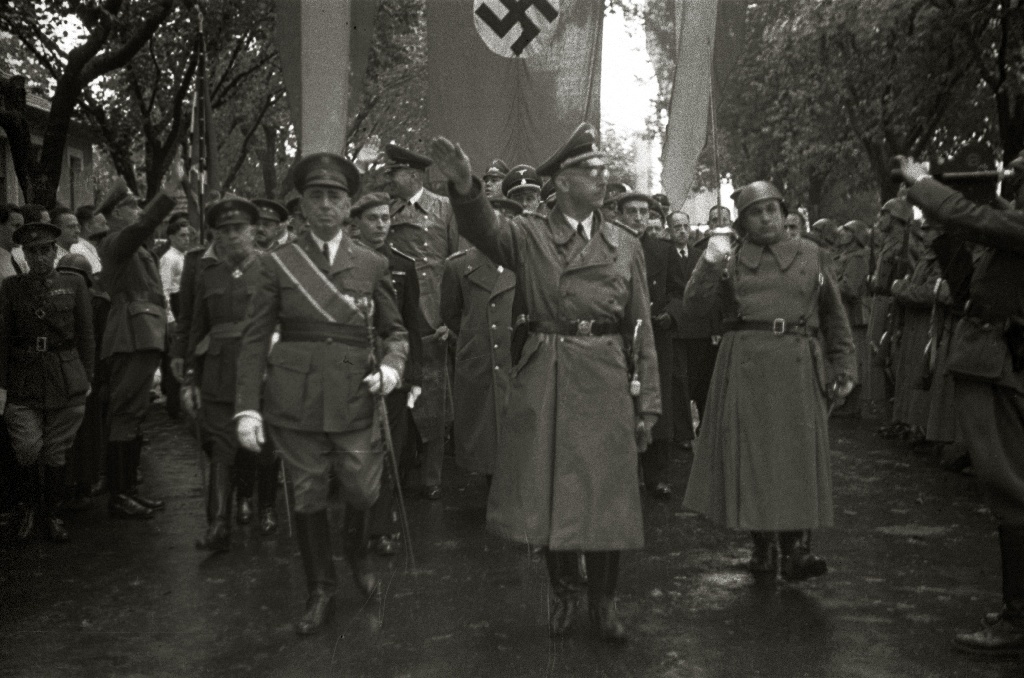
Heinrich Himmler Donostian, 1940
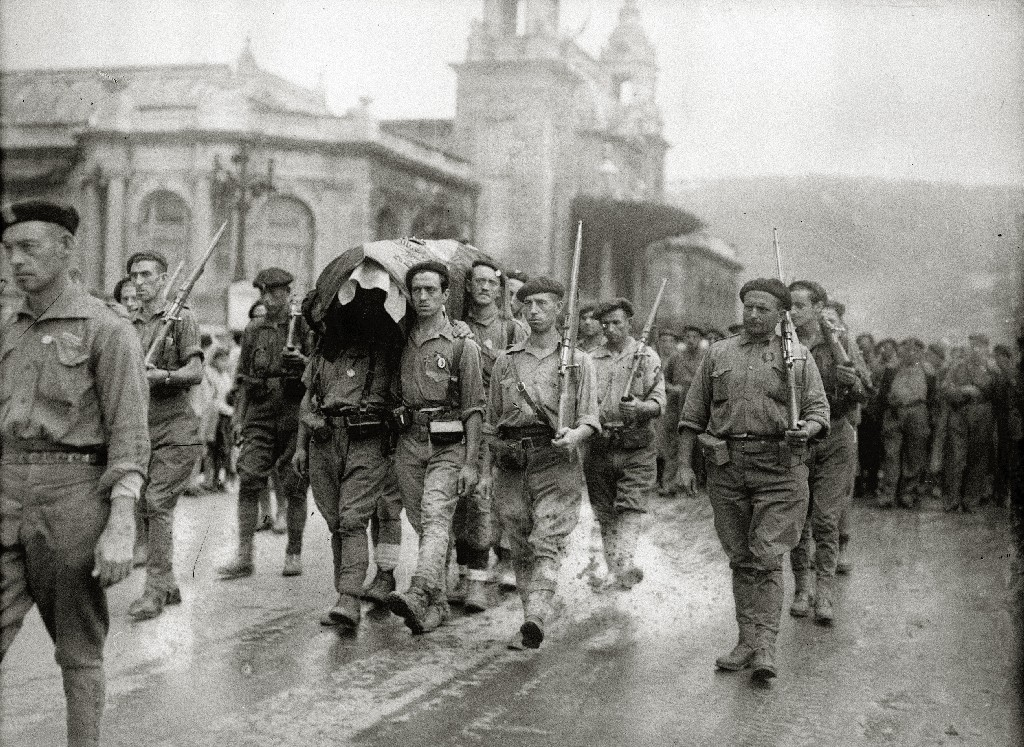
Frankistek hilkutxa eramaten Kursaal aurrean
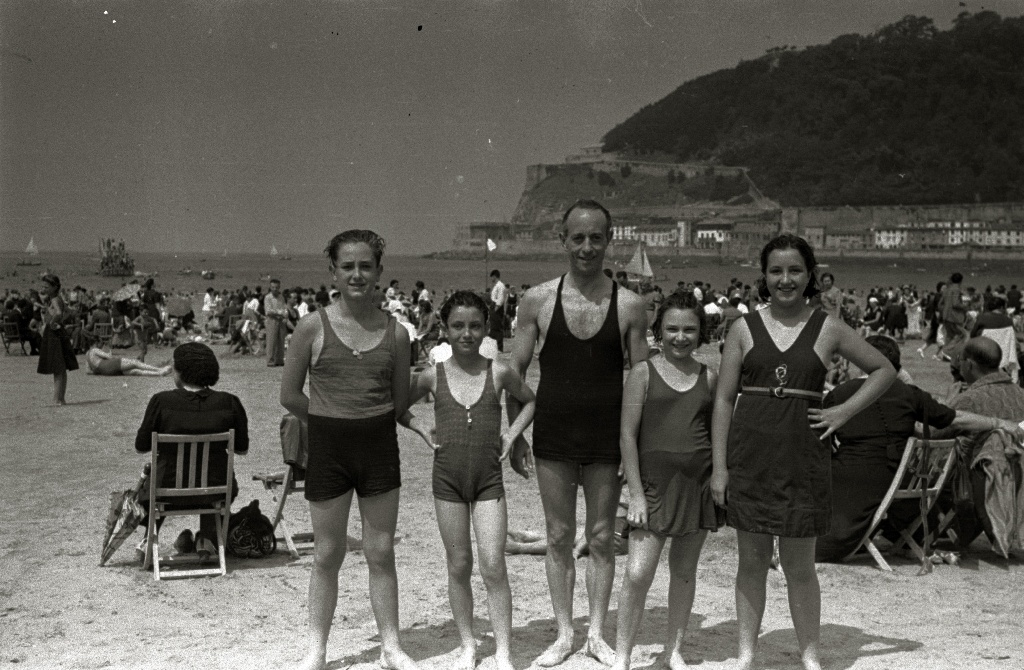
Bainulariak Kontxan, 1940
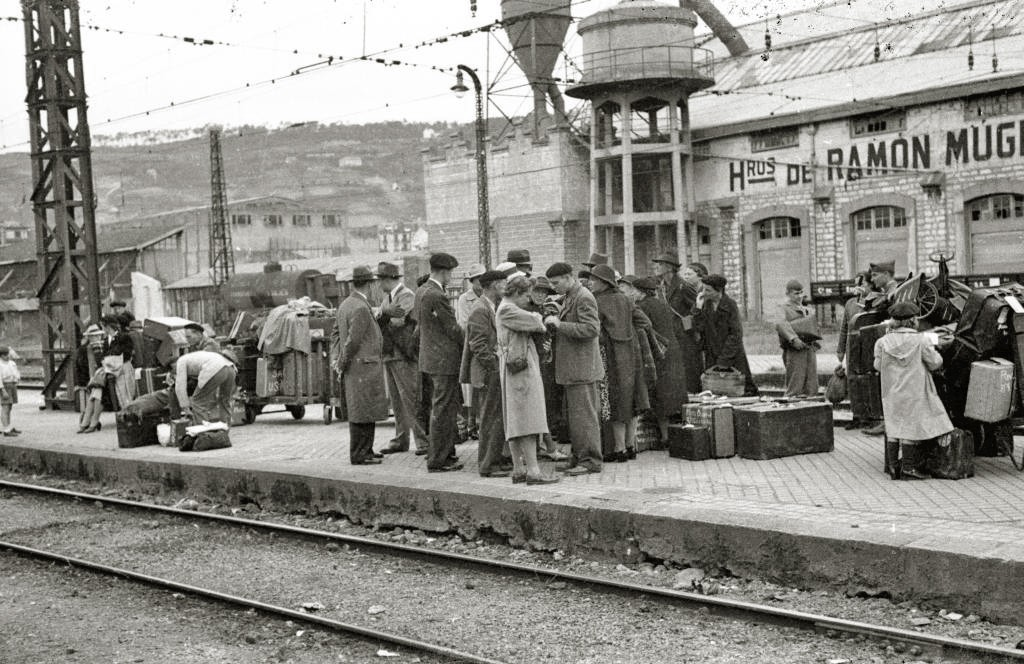
Grupo de exiliados franceses tomando un tren en la estación del Norte
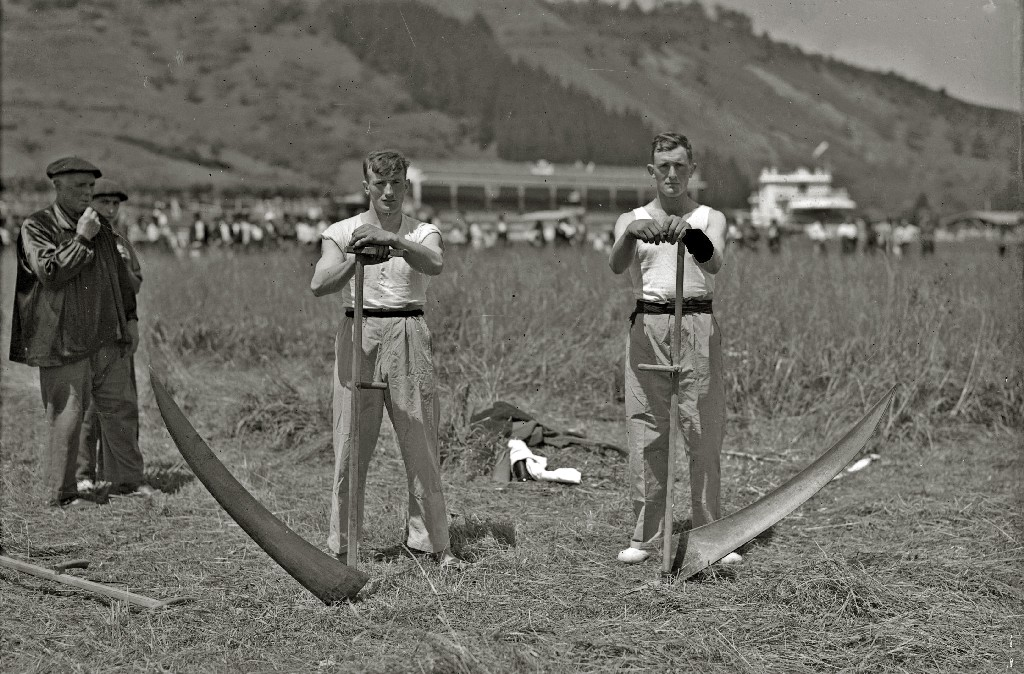
Prueba de segalaris en el hipódromo de Lasarte